# Street Sense (häst)
Street Sense, född 23 februari 2004, är ett engelskt fullblod, mest känd för att ha segrat i Breeders' Cup Juvenile (2006) samt Kentucky Derby (2007).

## Bakgrund
Street Sense var en brun hingst efter Street Cry och under Bedazzle (efter Dixieland Band). Han föddes upp och ägdes av James B. Tafel. Efter tävlingskarriären ägdes han av Darley Stud. Han tränades under tävlingskarriären av Carl Nafzger och reds oftast av Calvin Borel.
Street Sense tävlade mellan 2006 och 2007, och sprang in 4 383 200 dollar på 13 starter, varav 6 segrar, 4 andraplatser och 2 tredjeplatser. Han tog karriärens största seger i Kentucky Derby (2007). Han segrade även i Breeders' Cup Juvenile (2006), Tampa Bay Derby (2007), Jim Dandy Stakes (2007) och Travers Stakes (2007).
Den 2 juni 2007 sålde James B. Tafel avelsrättigheter i Street Sense till Mohammed bin Rashid Al Maktoums Darley Stud. Han fortsatte att tränas av Carl Nafzger och tävlade under Tafels namn genom i 2007 års Breeders' Cup Classic. Den 30 oktober 2007 meddelades det att Street Sense avslutat sin tävlingskarriär för att istället vara verksam som avelshingst. Han står uppstallad på Darley's Jonabell Farm nära Lexington, Kentucky.

## Statistik
| #  | Datum             | Löp                                         | Bana            | Plac. |
| -- | ----------------- | ------------------------------------------- | --------------- | ----- |
| 1  | 9 juli 2006       | Maiden Special Weight                       | Churchill Downs | 2     |
| 2  | 19 augusti 2006   | Maiden Special Weight                       | Arlington Park  | 1     |
| 3  | 10 september 2006 | Arlington-Washington Breeders' Cup Futurity | Arlington Park  | 3     |
| 4  | 7 oktober 2006    | Lane's End Breeders' Futurity               | Keeneland       | 3     |
| 5  | 4 november 2006   | Breeders' Cup Juvenile                      | Churchill Downs | 1     |
| 6  | 17 mars 2007      | Tampa Bay Derby                             | Tampa Bay Downs | 1     |
| 7  | 14 april 2007     | Blue Grass Stakes                           | Keeneland       | 2     |
| 8  | 5 maj 2007        | Kentucky Derby                              | Churchill Downs | 1     |
| 9  | 19 maj 2007       | Preakness Stakes                            | Pimlico         | 2     |
| 10 | 29 juli 2007      | Jim Dandy Stakes                            | Saratoga        | 1     |
| 11 | 25 augusti 2007   | Travers Stakes                              | Saratoga        | 1     |
| 12 | 29 september 2007 | Kentucky Cup Classic Stakes                 | Turfway Park    | 2     |
| 13 | 27 oktober 2007   | Breeders' Cup Classic                       | Monmouth Park   | 4     |